# Endoscheletro degli insetti
L'endoscheletro degli Insetti è un apparato, strettamente associato all'esoscheletro, di cui è in effetti un'espansione interna. Sia per lo sviluppo sia per le funzioni svolte, l'endoscheletro degli insetti non ha alcuna analogia con quello dei Vertebrati.

## Generalità
Gli Insetti non sviluppano un vero e proprio scheletro interno, bensì un sistema di processi interni dell'esoscheletro che hanno lo scopo generale di potenziarne le sue funzioni. Le funzioni svolte dall'endoscheletro si riassumono nelle seguenti:
- rinforza determinate regioni del corpo migliorando l'efficienza dell'esoscheletro;
- sostiene alcuni organi interni
- aumenta la superficie per l'attacco di sistemi muscolari di una certa importanza nella biologia dell'insetto, quali, ad esempio i muscoli indiretti delle ali e quelli delle appendici boccali.

## Endoscheletro del capo
L'endoscheletro del capo è il sistema più sviluppato e contribuisce a dare maggiore robustezza alla capsula cranica nel complesso. L'intero sistema è denominato tentorio ed è presente in quasi tutti gli Insetti.
Il tentorio è composto da due paia di bracci simmetrici, due anteriori e due posteriori, formati da introflessioni del tegumento. I due bracci posteriori partono in prossimità del foro occipitale e si dirigono in avanti collegandosi ai due bracci anteriori. Questi a loro volta si collegano alla parte frontale del capo, in genere presso le estremità laterali del margine inferiore del clipeo. Sull'esoscheletro si possono individuare i punti in cui si innestano i bracci del tentorio per la presenza di piccole fossette.
Dai bracci anteriori partono spesso due rami dorsali che si dirigono in corrispondenza dell'inserzione delle antenne ma senza entrare in contatto diretto con il tegumento. Nel complesso il tentorio ha una forma a X o a Y.
Il tentorio sostiene il cervello e, in corrispondenza del punto d'incontro dei bracci anteriori con i bracci posteriori, l'esofago. Fra i sistemi muscolari che si collegano al tentorio rientrano i muscoli estrinseci delle antenne, quelli delle appendici boccali e, infine, i muscoli della prefaringe e dello stomodeo, fondamentali nell'alimentazione.

## Endoscheletro del torace
L'endoscheletro del torace è meno complesso del tentorio, in quanto è costituito da un insieme di processi interni, tuttavia ha un ruolo non indifferente nel contribuire a rinforzare il torace e migliorare l'efficienza del volo. Il sistema è rappresentato, per ogni segmento toracico, dai seguenti processi:
- due processi dorsali simmetrici, detti fragmi;
- due processi laterali simmetrici, detti apodemi;
- un processo ventrale, impari, detto forca o furca;
- un processo ventrale, impari, detto spina.

I fragmi hanno la forma di due lamine, talvolta fuse in un'unica struttura. Sono originati dai tergiti del mesotorace e del metatorace e dal primo urotergo. Mancano perciò nel protorace. Sono particolarmente sviluppati negli insetti alati e offrono l'attacco ai muscoli longitudinali dorsali.
Gli apodemi sono processi sottili e allungati che sono originati dalle pleure in corrispondenza della sutura pleurale.
Le furche sono robusti processi ventrali originati dagli sterniti e sostengono la catena gangliare ventrale e offrono inoltre l'attacco a diversi muscoli del torace. 
La spina è un piccolo processo originato dalla porzione posteriore degli sterniti e che spesso si fonde con la furca.

## Endoscheletro dell'addome
L'endoscheletro dell'addome è il meno sviluppato e si riduce a semplici processi sottili (apodemi) rispettivamente originati dall'urotergo e dall'urosterno. Offrono principalmente l'attacco alla muscolatura degli organi viscerali.
Gli apodemi addominali del VIII e IX urite sono i più sviluppati, reggono l'apparato riproduttore e offrono l'attacco alla muscolatura degli organi genitali esterni (organo copulatore nel maschio e ovopositore nella femmina).